# STOXX Global Select Dividend 100
| Global Select Dividend |              |
| Performanceindex       |              |
| ISIN                   | US26063Y1120 |
| Kursindex              |              |
| ISIN                   | US26063V1180 |
| 100 Aktien             |              |

Der STOXX® Global Select Dividend 100 ist ein Aktienindex der STOXX Ltd. mit Sitz in Zürich, einem Tochterunternehmen der Deutschen Börse AG. Er umfasst die Aktienwerte von 100 Großunternehmen aus dem STOXX Global 1800 Index mit der höchsten Dividendenrendite in Nordamerika, Asien und Europa. Es handelt sich in erster Linie um Unternehmen aus der Finanzindustrie (Banken und Versicherungen), der Immobilien- und Energiewirtschaft. ETF-Fonds, die diesem Index folgen, richten sich somit an Geldanleger, die an regelmäßigen hohen Ausschüttungen interessiert sind (Dividendenstrategie).

## Auswahlkriterien
Im STOXX® Global Select Dividend 100 sind nur Unternehmen vertreten, die in den jeweils vergangenen fünf Jahren eine gleichbleibende oder steigende Dividende gezahlt haben, dabei aber nicht mehr als 60 Prozent ihres Gewinns ausgeschüttet haben. Das soll eine besondere Nachhaltigkeit sicherstellen. Dennoch kritisieren Anlage-Experten, dass fünf Jahre keine „besonders lange Zeit“ seien und demnach als alleiniges Qualitätskriterium nicht ausreichten. Um eine regionale Diversifikation zu erreichen, sind 40 Unternehmen aus Nordamerika und jeweils 30 aus dem Asien-/Pazifikraum und Europa vertreten.

## Zusammensetzung
Am Stichtag 30. Dezember 2022 dominierten im STOXX® Global Select Dividend 100 die Aktien von Finanzdienstleistern (14,6 % Banken, 17,3 % Versicherer, 2,3 % Finanzdienstleister), Versorgern (11,8 %), Immobilienfirmen (10,5 %) und Telekommunikation (4,0 %). Nach Ländern aufgeteilt liegt der Schwerpunkt des Index auf Aktiengesellschaften mit Sitz in den USA (19,8 %), Australien (12,4 %) und Hongkong (8,7 %). Deutsche Firmen sind zum Jahresende 2022 lediglich mit 6,9 % vertreten, beispielsweise BMW und Mercedes-Benz mit jeweils (1,4 %) oder die Allianz SE (1,0 %). Die größten Anteile am Index haben zum Jahresende 2022 die australisch-britische Bergwerksgesellschaft Rio Tinto Group (4,6 %) der australische Rohstofflieferant Fortescue Metals Group (4,2 %) und der französische Versorger Électricité de France (2,0 %).

## Performance
Zum Start am 4. Januar 1999 wurde der STOXX® Global Select Dividend 100 mit 1025 Basispunkten berechnet, ein Wert, der seitdem nie unterschritten wurde. Den Höchststand erreichte der Kursindex am 28. Mai 2007 mit 3212 Punkten. Zwischen April 2018 und April 2019 schwankte der Index zwischen 2456.50 (27. Dezember 2018) und 2857.56 (29. April 2019) Die Volatilität ist damit verglichen mit anderen internationalen Aktienindizes geringer. Die Performance lag 2019 im Jahresvergleich bei 3,48 % gegenüber 2,99 % im sehr viel weiter gefassten Stoxx Global 1800 Index. Im Fünfjahres-Verlauf lag sie beim STOXX® Global Select Dividend 100 bei 36,95 % gegenüber 49,18 % beim Stoxx Global 1800.
Die Tabelle zeigt das erstmalige Überschreiten der jeweils nächsten 1000-Punkte-Marke auf Schlusskursbasis, des seit 1999 berechneten Global Select Dividend Kursindex.
| erster Schlussstand über | Schlussstand in Punkten | Datum             |
| ------------------------ | ----------------------- | ----------------- |
| 1000                     | 1025                    | 4. Januar 1999    |
| 2000                     | 2006                    | 28. März 2002     |
| 3000                     | 3011                    | 14. Dezember 2006 |

Unter Berücksichtigung der bei diesem Index im Fokus stehenden Dividenden ergibt sich ein deutlich abweichendes Ergebnis. Die Tabelle zeigt das erstmalige Überschreiten der jeweils nächsten 1000-Punkte-Marke auf Schlusskursbasis, des seit 1999 berechneten Global Select Dividend Performanceindex.
| erster Schlussstand über | Schlussstand in Punkten | Datum             |
| ------------------------ | ----------------------- | ----------------- |
| 1000                     | 1025                    | 4. Januar 1999    |
| 2000                     | 2001                    | 14. Mai 2001      |
| 3000                     | 3001                    | 24. Mai 2005      |
| 4000                     | 4023                    | 12. Oktober 2006  |
| 5000                     | 5033                    | 4. September 2014 |
| 6000                     | 6075                    | 8. Dezember 2016  |
| 7000                     | 7015                    | 24. Oktober 2019  |
| 8000                     | 8041                    | 24. November 2021 |

Zu erkennen ist, dass sich allein die Kurse der im Index enthaltenen Werte im Zeitraum von 20 Jahren (1999 bis 2019) verdreifachen konnten, während sich die Kurse zuzüglich der Dividenden (Performanceindex) im gleichen Zeitraum mehr als versechsfacht haben. Somit sind die Dividenden der entscheidende Renditefaktor auf lange Sicht. Sie machen im betrachteten Zeitraum mehr als drei Fünftel der Gesamtrendite aus.
Auch lag der reine Kursindex Stand Oktober 2019 mit rund 2900 Punkten auch nach 12 Jahren noch deutlich unter seinem eingangs erwähnten Allzeithoch aus dem Jahr 2007, während der Performanceindex mit über 7000 Punkten fast täglich neue Allzeithöchststände markiert.

## Börsengehandelte Fonds (ETF)
Anleger, die sich mit Börsengehandelten Fonds (ETF) an der Entwicklung des STOXX® Global Select Dividend 100 beteiligen wollen, können lediglich zwischen ETF der Deutschen Bank und des Vermögensverwalters BlackRock wählen, wobei die Deutsche Bank den Index synthetisch (durch derivative Finanzinstrumente wie Swaps), BlackRock physisch (durch Aktienkauf) nachbildet. Dabei sind die jährlichen Kosten dieser beiden ETF der Deutschen Bank (0,50 %) und von BlackRock (0,46 %) vergleichbar.

## Bewertung
Die von Benjamin Graham entwickelte und von Michael B. O’Higgins in seinem Buch Beating the Dow erweiterte Dividendenstrategie wird immer wieder als „irrational“ kritisiert, da Dividendenzahlungen von Anlegern psychologisch angeblich höher bewertet werden als gleichrangige Kursgewinne. Außerdem weisen Skeptiker darauf hin, dass die hohe Dividendenrendite eines Unternehmens allein nichts über dessen Stärke aussagt, sondern eine reine Rechengröße ist, die auch von einem niedrigen Aktienkurs bestimmt werden kann. Aktienindizes, die stattdessen die Marktkapitalisierung von Unternehmen zum Maßstab nehmen (also die Anzahl ihrer Aktien und deren Preise), haben nach einer Erhebung des Finanzdienstleisters Morningstar mal besser und mal schlechter abgeschnitten als Dividenden-Indizes. Gleichwohl eignen sich am ehesten ETFs, die dem STOXX® Global Select Dividend 100 folgen, für Investoren, die an regelmäßigen hohen Zuflüssen bei überschaubarem Risiko mit internationaler Streuung interessiert sind. Damit sind derartige ETFs als Alternative zu niedrig bis negativ verzinsten Anleihen gefragt.